# Tầng lớp thượng trung lưu

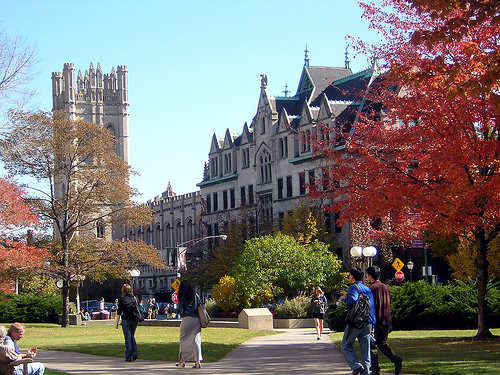
Giáo dục bậc cao là một trong những đặc trưng dễ nhận biết nhất của tầng lớp trung-thượng lưu.

Trong lĩnh vực xã hội học, tầng lớp thượng trung lưu hay trung lưu bậc cao là một tập hợp xã hội bao gồm những người có địa vị cao hơn so với tầng lớp hạ trung lưu, cả hai tập hợp đều là phân nhóm của tầng lớp trung lưu. Có rất nhiều tranh luận từng xảy ra xoay quanh vấn đề tầng lớp thượng trung lưu nên được định nghĩa chính xác như thế nào. Theo nhà xã hội học Max Weber, tầng lớp thượng trung lưu bao gồm những nghề có học thức cao với trình độ sau đại học và thu nhập dư dả.
Tầng lớp thượng trung lưu Hoa Kỳ được định nghĩa tương tự sử dụng thu nhập, học vấn và chuyên môn làm những chỉ số nổi bật. Tại Mỹ, tầng lớp trung thượng lưu được định nghĩa bao gồm hầu hết những nghề nghiệp cổ cồn trắng không chỉ có thu nhập cá nhân trên trung bình và trình độ học vấn cao mà còn có khả năng tự chủ về tài chính cao hơn trong công việc. Các kỹ năng nghề nghiệp chính của những cá nhân thuộc tầng lớp trung-thượng lưu có xu hướng tập trung vào khái niệm hóa, cố vấn và xây dựng.

### Danh mục sách tham khảo
- Comet, Catherine; Finez, Jean (2010). "Le cœur de l'élite patronale". Sociologies pratiques (bằng tiếng Pháp). Quyển 2 số 21. tr. 49–66. doi:10.3917/sopr.021.0049. ISBN 978-2-7246-3205-7. ISSN 2104-3787.
- Ehrenreich, Barbara (1989). Fear of Falling: The Inner Life of the Middle Class. New York: Harper Collins. ISBN 978-0-06-097333-9.
- Eichar, Douglas M. (1989). Occupation and Class Consciousness in America. Contributions in Labor Studies. Quyển 27. Westport, Connecticut: Greenwood Press. ISBN 978-0-313-26111-4. ISSN 0886-8239.
- Gilbert, Dennis (1998). The American Class Structure. New York: Wadsworth Publishing. ISBN 978-0-534-50520-2.
- Levine, Rhonda (1998). Social Class and Stratification. Lanham, Maryland: Rowman & Littlefield. ISBN 978-0-8476-8543-1.
- Trainor, Richard (2000). "The Middle Class". Trong Daunton, Martin (biên tập). The Cambridge Urban History of Britain. Volume 3: 1840–1950. Cambridge, England: Cambridge University Press. ISBN 978-0-521-41707-5.
- Pinçon-Charlot, Monique; Pinçon, Michel (2010). Regard sociologique sur l'oligarchie: Entretien avec Monique Pinçon-Charlot et Michel Pinçon [Sociological view on the oligarchy: Interview with Monique Pinçon-Charlot and Michel Pinçon] (bằng tiếng Pháp). Quyển 4. Phỏng vấn viên Bourdeau, Vincent; Flory, Julienne; Maric, Michel. tr. 22–40. doi:10.3917/mouv.064.0022. ISBN 978-2-7071-6653-1. ISSN 1776-2995. {{Chú thích sách}}: Đã bỏ qua |journal= (trợ giúp)
- Thompson, William E.; Hickey, Joseph V. (2005). Society in Focus (ấn bản thứ 5). Boston: Pearson. ISBN 978-0-205-41365-2.